# Anton Zensus

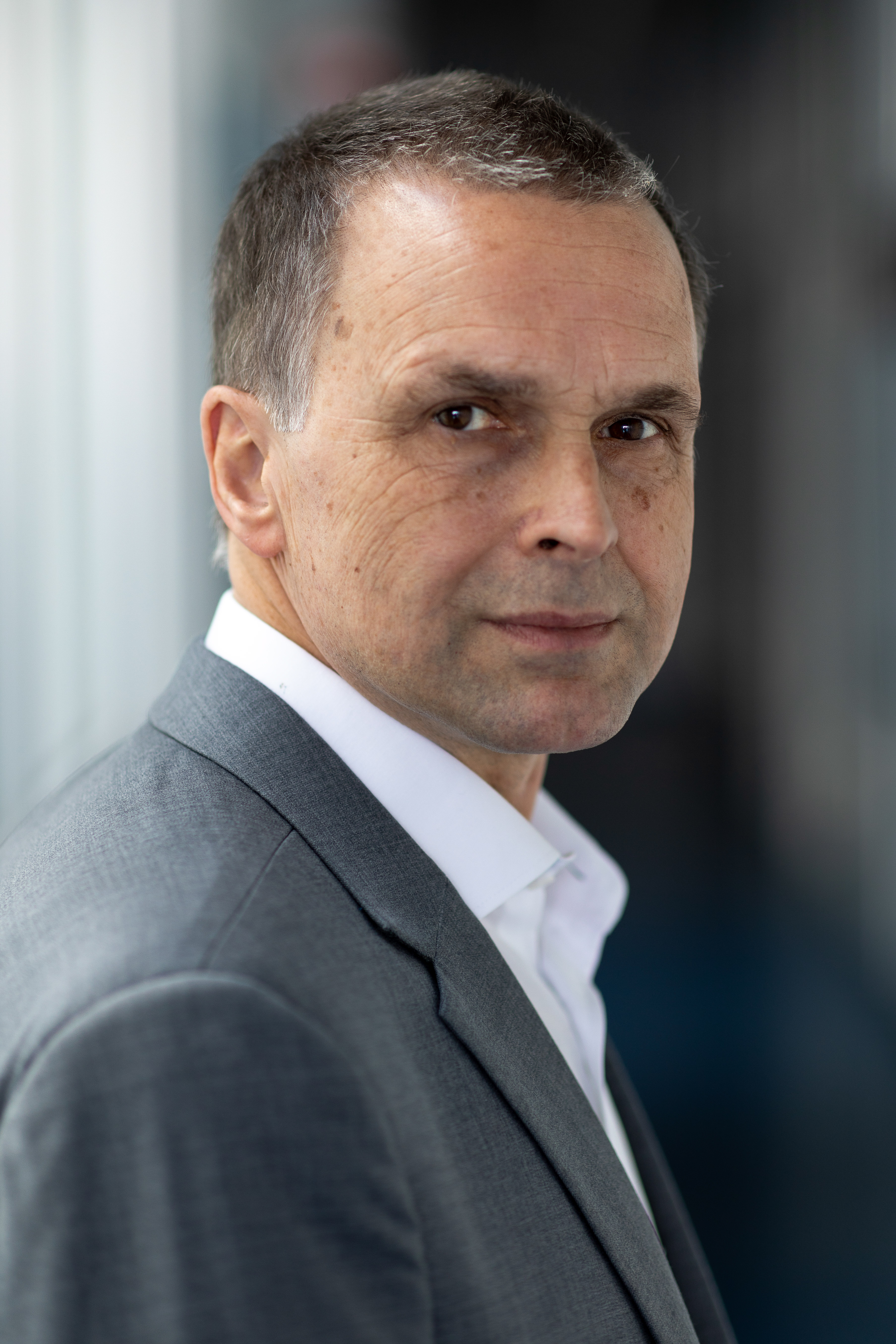
Anton Zensus im Jahr 2019

Johann Anton Zensus (* 1. Februar 1958 in Bremerhaven) ist ein deutscher Radioastronom.

## Karriere
Zensus' Eltern betrieben ein Friseurgeschäft in Bergisch Gladbach. Zensus studierte Physik und Astronomie in Köln, Münster und Bonn (am Max-Planck-Institut für Radioastronomie) und wurde 1984 an der Universität Münster promoviert. Als Post-Doktorand war er 1985 bis 1988 am Caltech und war danach wissenschaftlicher Mitarbeiter am National Radio Astronomy Observatory (NRAO) in Charlottesville, ab 1996 mit fester Anstellung (Tenure). 1997 wurde er wissenschaftliches Mitglied der Max-Planck-Gesellschaft und Direktor am Max-Planck-Institut für Radioastronomie in Bonn. Außerdem ist er seit 2001  Adjunct Scientist am NRAO und ab 2005 Honorarprofessor an der Universität zu Köln.
Er war an der Beobachtung der supermassiven Schwarzen Löcher in M 87  mit dem Event Horizon Telescope (EHT) beteiligt (ab 2017 als Vorsitzender von dessen Rat). Dessen Ergebnisse bei M 87 wurden im April 2019 veröffentlicht und stellten die erste direkte Aufnahme eines Schwarzen Lochs dar. Mit einer weiteren weltweiten Zusammenschaltung von Radioteleskopen, dem Global Millimeter VLBI Array (GMVA) einschließlich ALMA, war er an einer radioastronomischen Beobachtung des supermassiven Schwarzen Lochs im Zentrum der Milchstraße (Sagittarius A*) mit bis dahin nicht erreichter Auflösung beteiligt. Die Beobachtung erfolgte bei 3,5 mm Wellenlänge und ermöglicht die Vorhersage, dass die Störungen durch Streuungen in dem in Bearbeitung befindlichen EHT-Bild von Sagittarius A* (aufgenommen bei 1,3 mm Wellenlänge) wahrscheinlich gering sind. Die Quelle im Zentrum hat eine Hauptachse von 120 Mikrobogensekunden und ist von symmetrischer, fast runder Form.
Im Rahmen von RadioAstron war er auch an der Aufnahme der Ursprungsregion des Jets um das supermassive Schwarze Loch in NGC 1275 beteiligt, die zeigten, dass der Ursprung des Jets wahrscheinlich in einer breiteren Region anzunehmen ist als bis dahin favorisiert (nämlich der Akkretionsscheibe statt der Ergosphäre).
1999 erhielt er den Max-Planck-Forschungspreis für Radiointerferometrie großer Basislängen (Very Long Baseline Interferometry, VLBI), 2023 den Tycho-Brahe-Preis, 2024 die Karl-Schwarzschild-Medaille.
Er ist Sprecher des ab 2017 mit 10 Millionen Euro geförderten europäischen RadioNet-Konsortiums, an dem Institutionen aus 13 europäischen Ländern teilnehmen.